# Deutscher Computerspielpreis
I Deutscher Computerspielpreis sono una cerimonia annuale dedicata alla premiazione dei migliori videogiochi prodotti in Germania.

## Il premio
Il premio fu istituito a seguito della risoluzione del Bundestag del 21 febbraio 2008 su richiesta del gruppo parlamentare dell'Unione CDU/CSU e della SPD. La motivazione principale dietro l'istituzione del premio fu la necessità di preservare i videogiochi come beni artistici e culturali, data la loro crescente importanza nell'economia tedesca e il loro utilizzo sempre più frequente nella società. Fino al 2014 il premio fu assegnato dalla BIU e dal GAME assieme al Commissario federale per la cultura e i media (BKM). Dal marzo del 2014 il governo trasferì il ruolo assunto dal BKM al Ministero federale per il digitale e i trasporti (BMDV).
L'obiettivo dei Deutscher Computerspielpreis è promuovere lo sviluppo di videogiochi d'alta qualità in Germania, con particolare enfasi sui prodotti a scopi educativi o di promozione del patrimonio culturale. Possono essere candidati ai vari premi tutti i videogiochi sviluppati prevalentemente o esclusivamente in Germania, con una soglia minima dell'80%. In alcune categorie, come ad esempio "Miglior gioco internazionale", possono essere premiati anche videogiochi prodotti all'estero. I videogiochi candidati devono essere stati pubblicati nell'anno solare antecedente o nell'anno dell'assegnazione del premio entro il 30 giugno. Per ogni vincitore, eccetto nelle categorie "Miglior gioco internazionale" e "Giocatore dell'anno", è previsto un premio in denaro variabile.

## Edizioni

### 2009
| Premio                                 | Vincitore                  |
| -------------------------------------- | -------------------------- |
| Gioco tedesco dell'anno                | Drakensang: The Dark Eye   |
| Miglior gioco per bambini              | Fritz & Chesster           |
| Miglior gioco per ragazzi              | Drakensang: The Dark Eye   |
| Miglior gioco per browser              | Ikariam                    |
| Miglior gioco mobile                   | Crazy Machines             |
| Miglior serious game                   | TechForce                  |
| Miglior gioco internazionale           | Wii Fit e LittleBigPlanet  |
| Miglior gioco prodotto da studenti     | Monkey's World Wide Jungle |
| Miglior gioco prodotto da universitari | Snatch'em                  |

### 2010
| Premio                                 | Vincitore                            |
| -------------------------------------- | ------------------------------------ |
| Gioco tedesco dell'anno                | Anno 1404                            |
| Miglior gioco per bambini              | Lernerfolg Vorschule – Capt´n Sharky |
| Miglior gioco per ragazzi              | The Whispered World                  |
| Miglior gioco per browser              | Wewaii                               |
| Miglior gioco mobile                   | Giana Sisters DS                     |
| Miglior serious game                   | ExperiMINTe                          |
| Miglior gioco internazionale           | Anno 1404                            |
| Miglior gioco prodotto da studenti     | GooseGogs                            |
| Miglior gioco prodotto da universitari | Night of Joeanne                     |

### 2011
| Premio                                    | Vincitore                         |
| ----------------------------------------- | --------------------------------- |
| Gioco tedesco dell'anno                   | A New Beginning                   |
| Miglior gioco per bambini                 | The Kore Gang                     |
| Miglior gioco per ragazzi                 | A New Beginning                   |
| Miglior gioco per browser                 | The Settlers Online               |
| Miglior gioco mobile                      | Galaxy on Fire 2                  |
| Miglior serious game                      | Energetika                        |
| Miglior gioco prodotto da giovani talenti | Tiny & Big in Grandpa's Leftovers |

### 2012
| Premio                                    | Vincitore                                                 |
| ----------------------------------------- | --------------------------------------------------------- |
| Gioco tedesco dell'anno                   | Crysis 2                                                  |
| Miglior gioco per bambini                 | The Great Jitters: Pudding Panic                          |
| Miglior gioco per ragazzi                 | Edna & Harvey: Harvey's New Eyes                          |
| Miglior gioco per browser                 | Drakensang Online                                         |
| Miglior gioco mobile                      | Das verrückte Labyrinth HD                                |
| Miglior serious game                      | Vom Fehlenden Fisch – Die Geheimnisvolle Welt der Gemälde |
| Miglior gioco prodotto da giovani talenti | About Love, Hate and Other Ones                           |
| Premio speciale della giuria              | Trauma                                                    |

### 2013
| Premio                                    | Vincitore                         |
| ----------------------------------------- | --------------------------------- |
| Gioco tedesco dell'anno                   | Caos a Deponia                    |
| Miglior gioco per bambini                 | Meine 1. App – Band 1 Fahrzeuge   |
| Miglior gioco per ragazzi                 | Tiny & Big in Grandpa's Leftovers |
| Miglior gioco per browser                 | Forge of Empires                  |
| Miglior gioco mobile                      | Word Wonders: The Tower of Babel  |
| Miglior serious game                      | Menschen auf der Fucht            |
| Miglior gioco prodotto da giovani talenti | GroundPlay                        |

### 2014
| Premio                                    | Vincitore                               |
| ----------------------------------------- | --------------------------------------- |
| Gioco tedesco dell'anno                   | The Inner World                         |
| Miglior gioco per bambini                 | Malduell                                |
| Miglior gioco per ragazzi                 | Beatbuddy: Tale of the Guardians        |
| Miglior gioco per browser                 | Anno Online                             |
| Miglior gioco mobile                      | CLARC                                   |
| Miglior gioco prodotto da giovani talenti | Scherbenwerk – Bruchteil einer Ewigkeit |
| Premio speciale della giuria              | The Day the Laughter Stopped            |